# Lotus glareosus
Lotus glareosus är en ärtväxtart som beskrevs av Pierre Edmond Boissier och Georges François Reuter. Lotus glareosus ingår i släktet käringtänder, och familjen ärtväxter. Inga underarter finns listade i Catalogue of Life.

## Bildgalleri

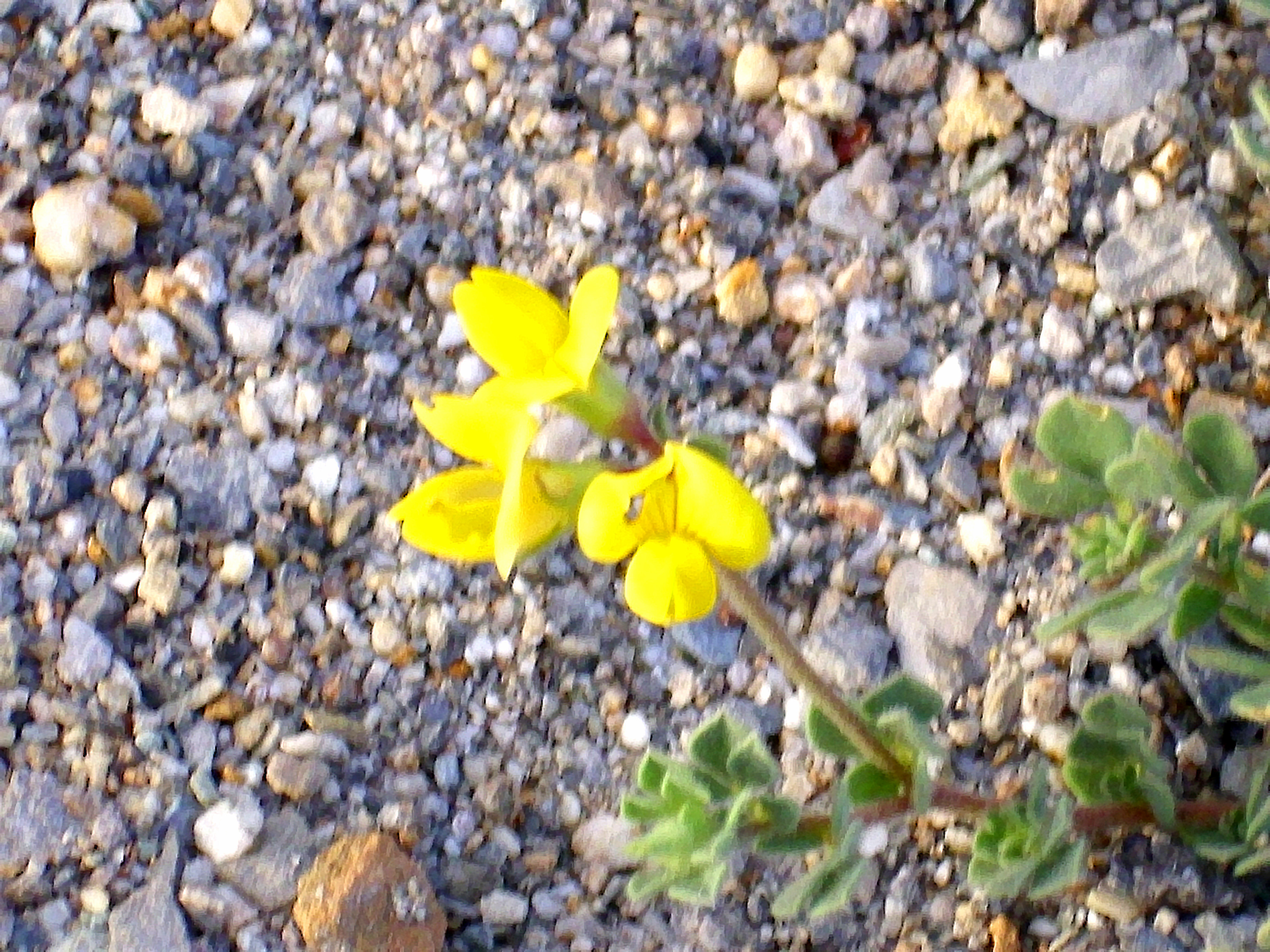
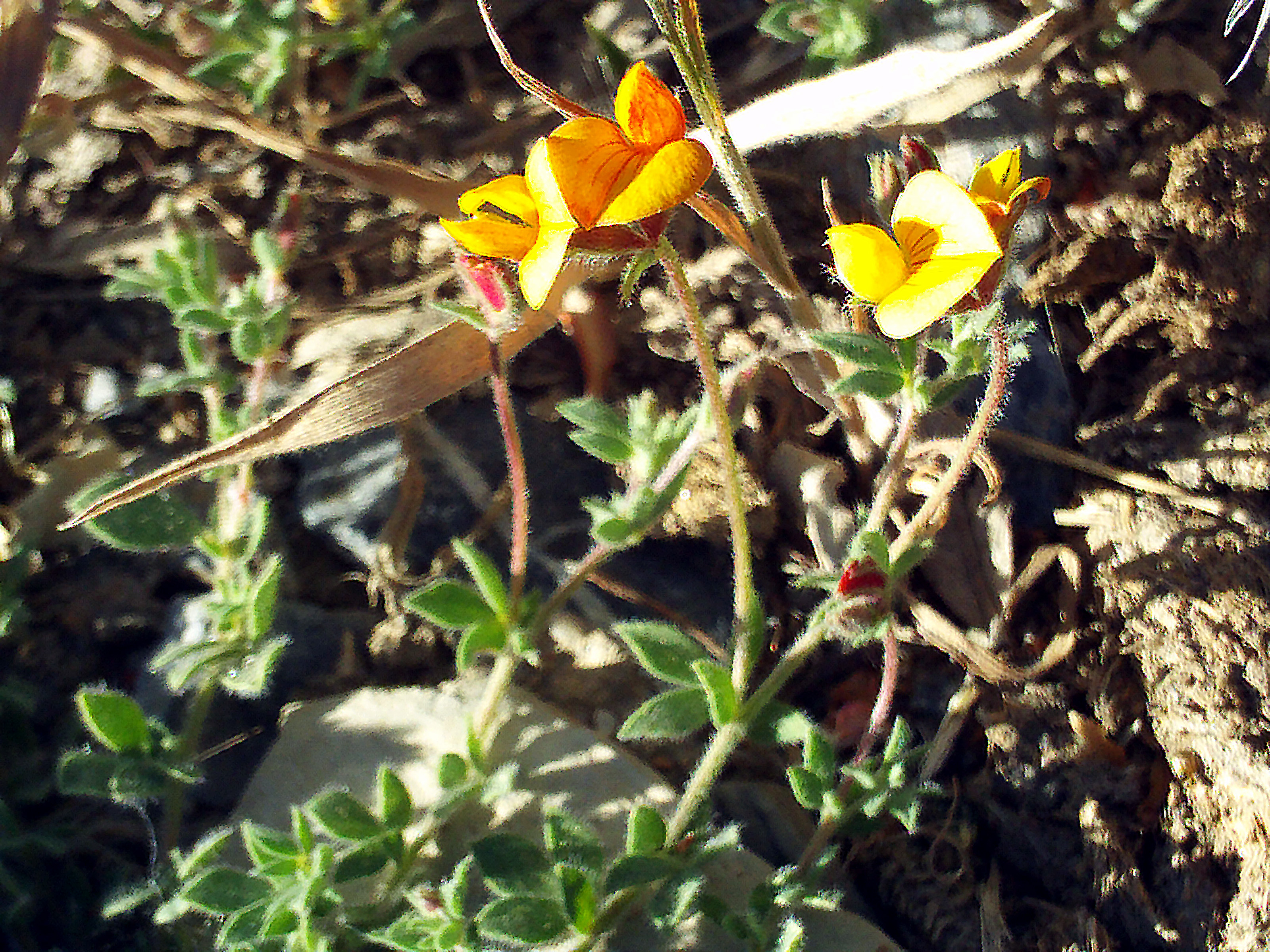
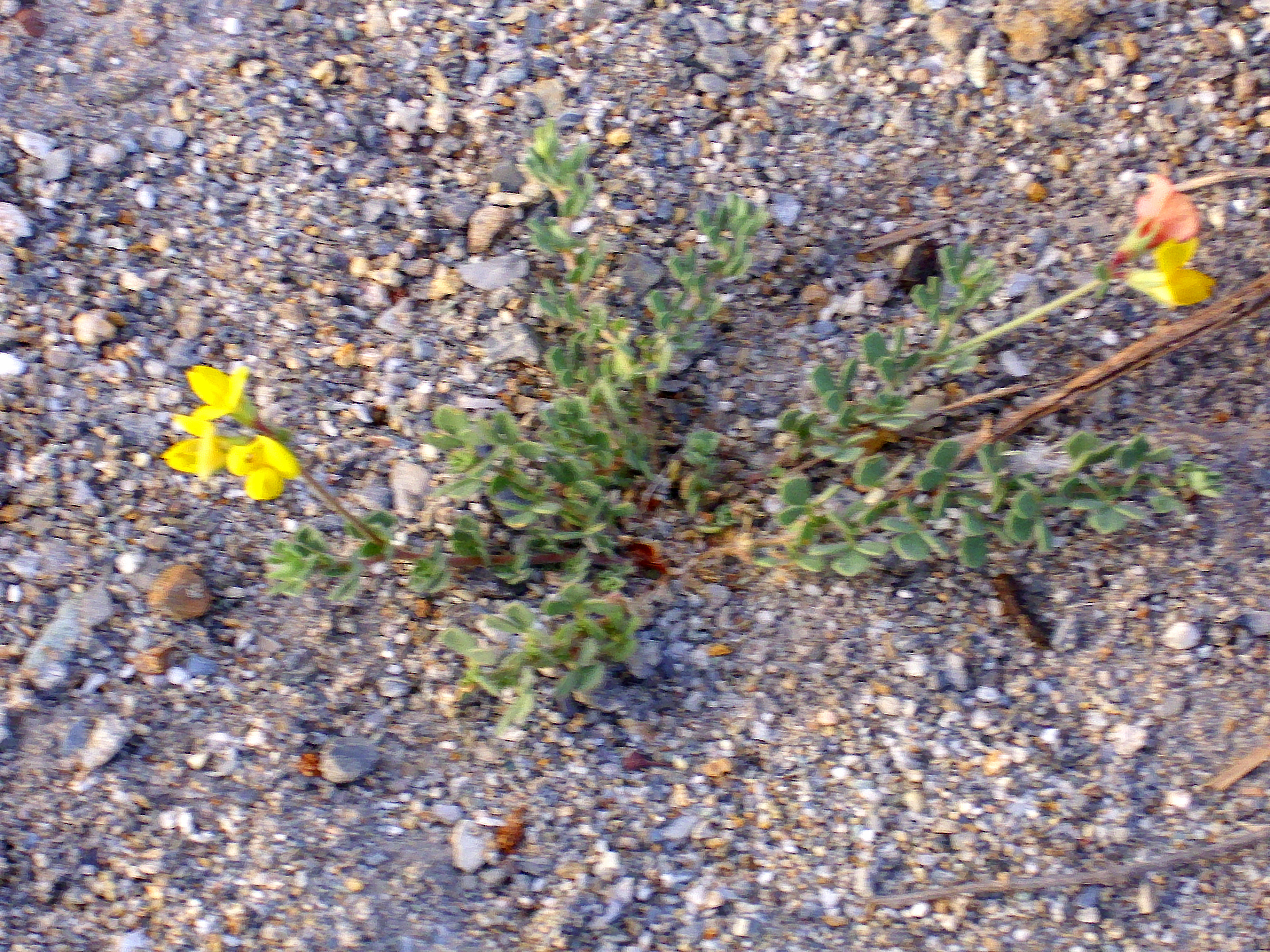
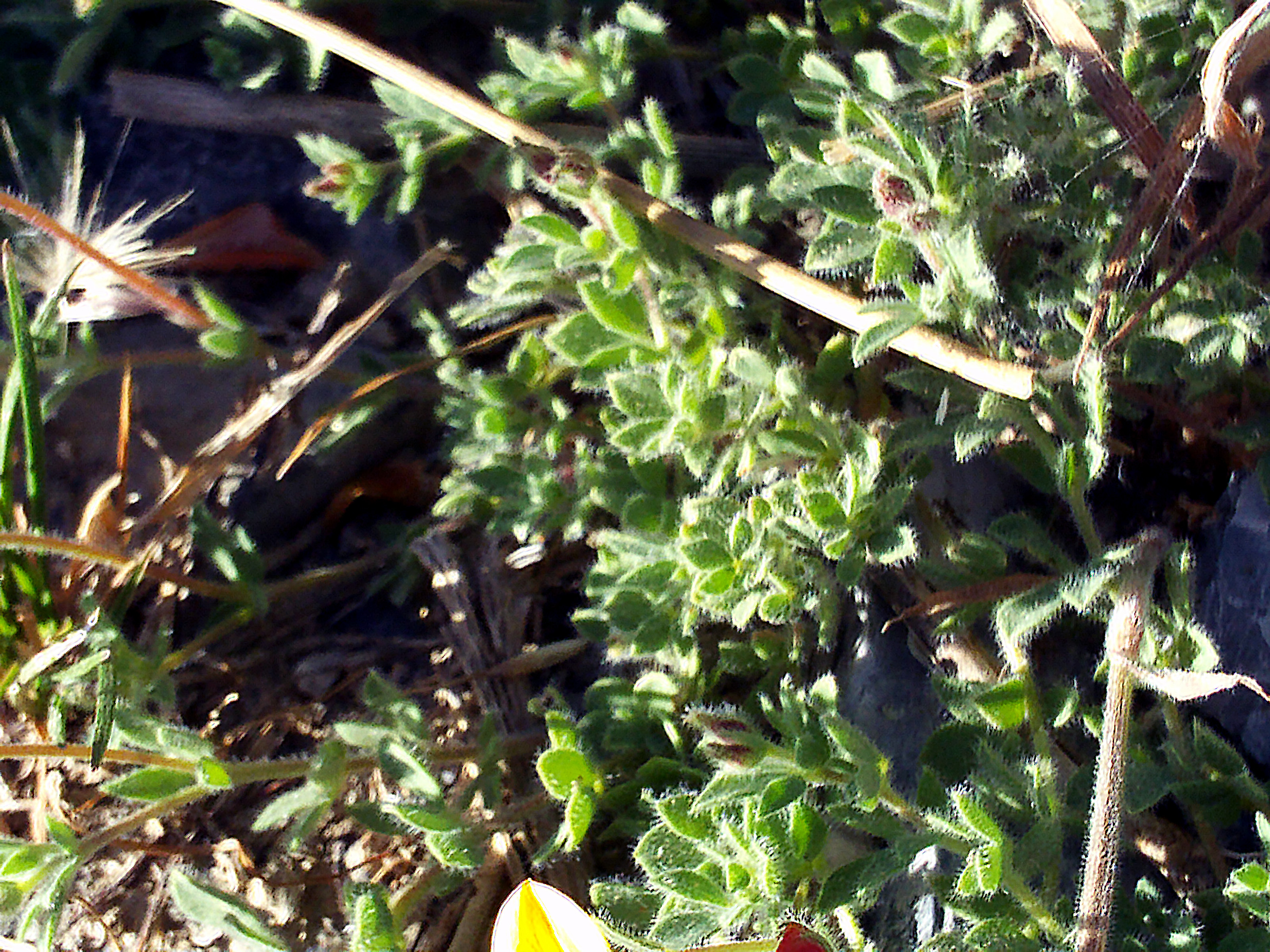
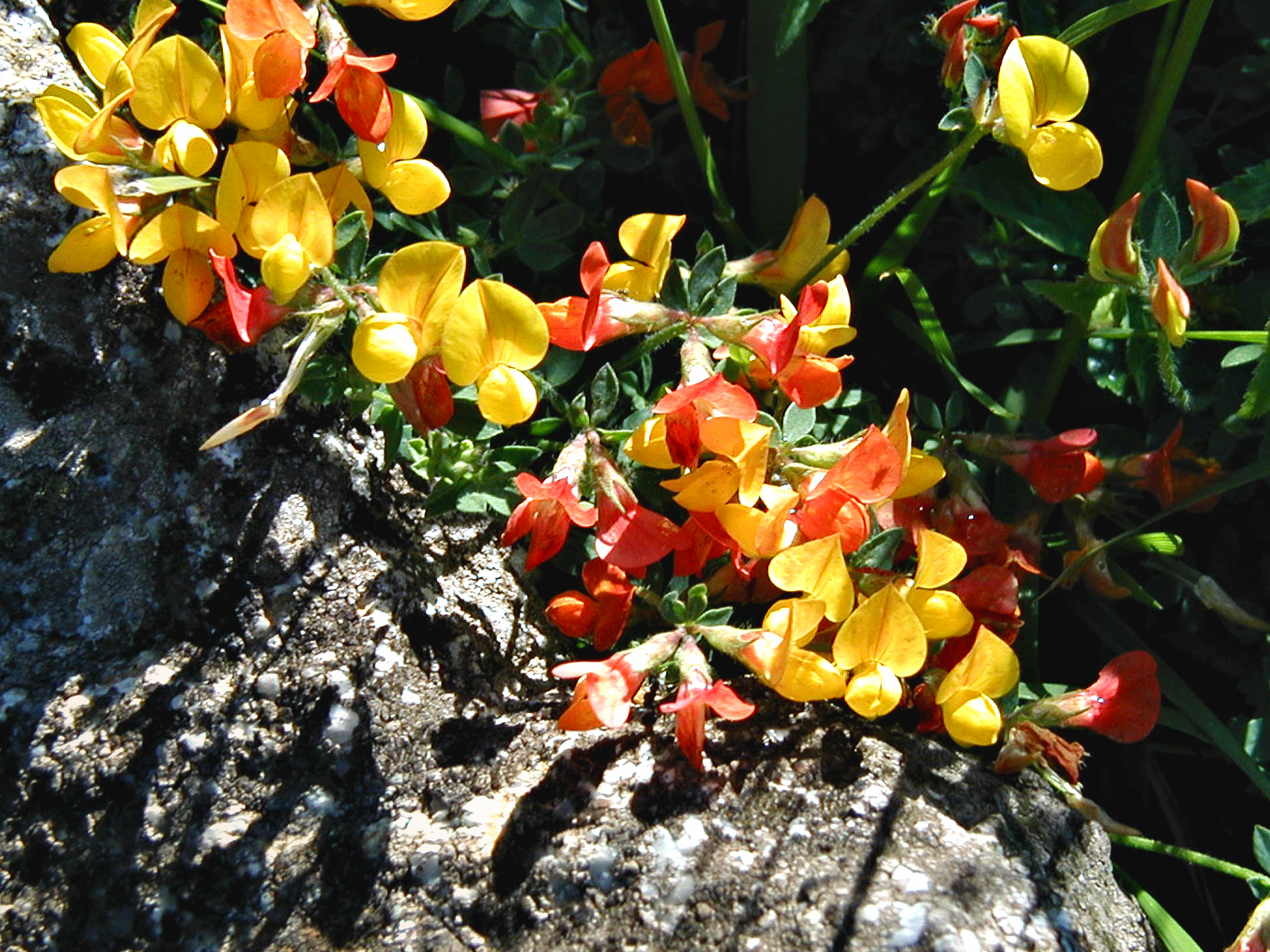
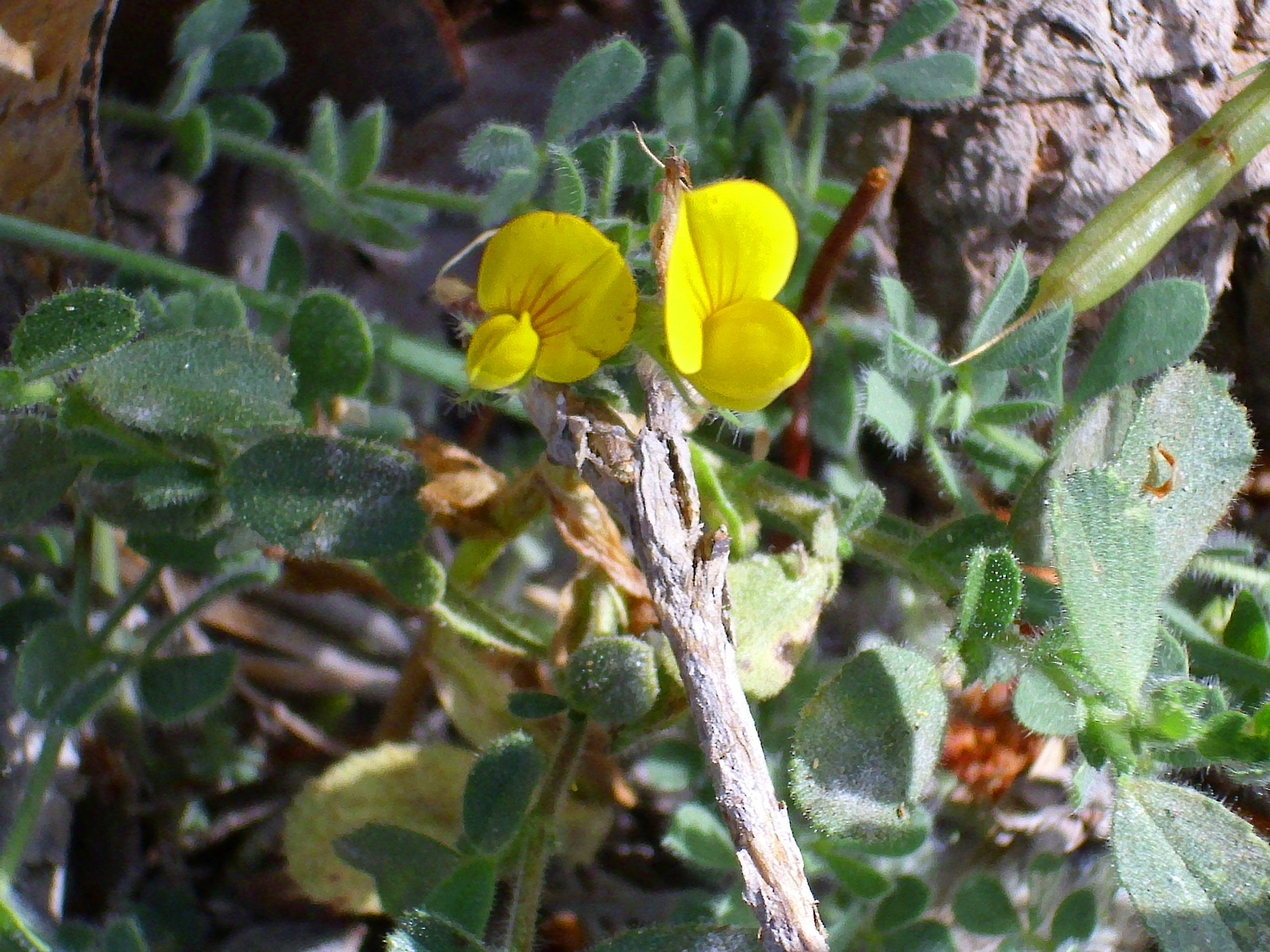